# Habeco
Habeco (також відоме як HABECO, Hanoi Beer Alcohol and Beverage Joint Stock Corporation, в'єт. Tổng công ty Cổ phần Bia – Rượu – Nước giải khát Hà Nội) — компанія з виробництва напоїв зі штаб-квартирою в Ханої, В’єтнам. Це третя за величиною пивоварна компанія у В'єтнамі  та власник брендів Hanoi Beer та Truc Bach Beer. Він знаходиться під управлінням Міністерства промисловості та торгівлі В'єтнаму та має стратегічне партнерство з Carlsberg Group, яка володіє понад 10% акцій компанії станом на листопад 2012 року 